# 康斯坦丁·施密特·馮·克諾貝爾斯多夫

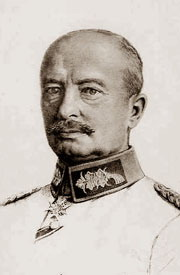
康斯坦丁·施密特·馮·克諾貝爾斯多夫

康斯坦丁·施密特·馮·克諾貝爾斯多夫（德語：Konstantin Schmidt von Knobelsdorf，1860年12月13日—1936年9月1日），德意志帝國將軍。是德意志帝國第五軍團參謀長，為凡爾登戰役期間第五軍團的實際指揮。在8月21日因戰況不利在被授與功勳勳章後調任東線第十軍。
克諾貝爾斯多夫於18歲時加入帝國軍隊。他於1912年升任德国总参谋部少將，1914年晉升為中將。第一次世界大戰爆發後，他就任德意志帝國第五軍團參謀長。該軍團雖名義上由威廉皇储領導，但皇儲此時仍缺乏戰爭經驗，因此主要決定為克諾貝爾斯多夫所提供意見。他是1916年2月對凡爾登地區的法國軍隊發動攻擊的計畫主要策劃者之一，在8月21日因戰況不利調任東線第十軍。1916年底，該軍調任至西線阿爾薩斯地區，他在停戰前晉升為步兵上將。